# Hypopyra vespertilio
Hypopyra vespertilio là một loài bướm đêm trong họ Erebidae.